# James Cooper (homme politique nord-irlandais)
Pour les articles homonymes, voir James Cooper.
James Cooper  (26 février 1882-21 juillet 1949) est un homme politique unioniste nord-irlandais.
Éduqué au Portora Royal School et au Wesley College (en) de Dublin, il siège comme président du conseil du comté de Fermanagh (en) de 1924 à 1928.
Élu député unioniste de la circonscription de Fermanagh and Tyrone lors des élections de 1921 (en). Réélu en élections de 1925 (en), il ne se représente pas en élections de 1929 (en).